# Alexia Runggaldier
Alexia Runggaldier (* 27. November 1991 in Brixen, Südtirol) ist eine ehemalige italienische Biathletin. Ihr größter Erfolg ist der Gewinn der Bronzemedaille im Einzel bei den Weltmeisterschaften 2017.

## Persönliches
Alexia Runggaldier lebt in St. Christina in Gröden und gehörte seit 2008 dem Nationalkader Italiens an, seit 2011 dem B-Kader der Frauen. Sie startete für den Polizeisportverein G.S. Fiamme Oro di Moena. Sie ist nicht verwandt mit den bekannten Wintersportlern Mattia, Elena und Peter Runggaldier.

## Karriere
Runggaldier gab ihr internationales Debüt bei den Biathlon-Juniorenweltmeisterschaften 2008 in Ruhpolding und belegte dort den elften Platz im Einzel, wurde 33. im Sprint, 28. der Verfolgung und gewann mit Dorothea Wierer und Monika Messner die Bronzemedaille im Staffelrennen. Es folgten die Biathlon-Europameisterschaften 2008 der Juniorinnen in Nové Město na Moravě, bei denen die Italienerin 54. des Einzels, 47. des Sprints und Fünfte mit der Staffel wurde. Im weiteren Verlauf des Jahres startete sie bei den Skiroller-Juniorinnenrennen der Sommerbiathlon-Weltmeisterschaften 2008 in der Haute-Maurienne und erreichte die Ränge 25 im Sprint und 20 im Einzel. 2009 startete sie nur bei der Junioren-WM und wurde in Canmore 36. des Einzels, 12. des Sprints, 13. der Verfolgung und gewann mit Wierer und Nicole Gontier erneut die Bronzemedaille im Staffelrennen. Ihre dritten Juniorenweltmeisterschaften lief Runggaldier 2010 in Torsby, wo sie auf den sechsten Platz des Einzels und des Sprints lief, in der Verfolgung 12. und mit der Staffel Neunter wurde. Ihre vierte und letzten Juniorenweltmeisterschaften fanden 2011 in Nové Město statt. Runggaldier erreichte die Ränge 43 im Einzel, sechs im Sprint sowie acht in der Verfolgung und gewann mit Gontier und Wierer im Staffelrennen die Silbermedaille. Letztes Großereignis bei den Juniorinnen wurden die Biathlon-Europameisterschaften 2011 in Ridnaun, Runggaldier wurde verpasste als Fünfte in Einzel und Sprint sowie als Staffel-Vierte dreimal recht knapp den Gewinn von Medaillen, im Verfolger kam sie auf den elften Platz.
Runggaldier bestritt 2010 ihre ersten Rennen im IBU-Cup in Martell und gewann in ihrem ersten Sprint als 32. sofort Punkte. In der Folgesaison verbesserte sie ihr bestes Resultat in Annecy im Sprint auf einen 25. Platz. Erstes Großereignis bei den Frauen wurden die Sommerbiathlon-Europameisterschaften 2011 in Martell. Die Italienerin belegte im Sprint den 12. Rang und erreichte mit Karin Oberhofer, Dominik Windisch und Rudy Zini in der Mixed-Staffel den sechsten Platz. Auf der zweiten Station des Weltcups 2011/12 in Hochfilzen debütierte Runggaldier bei einem Sprintrennen im Biathlon-Weltcup, verpasste als 61 aber denkbar knapp um eine Position das Verfolgungsrennen. Im Jahr darauf belegte Alexia Runggaldier an gleicher Stelle im Sprint Rang 33 und konnte ihre ersten Weltcuppunkte gewinnen.
Der Durchbruch im Weltcup gelang ihr in der Saison 2016/17 mit den ersten Top-Ten-Platzierungen und dem Gewinn der Bronzemedaille im Einzel bei den Biathlonweltmeisterschaften in Hochfilzen.
Nach der Saison 2019/20, in der sie nur im IBU-Cup eingesetzt wurde, beendete Runggaldier ihre Karriere.

## Statistiken

### Weltcupsiege
| Nr. | Datum         | Ort        | Disziplin          |
| --- | ------------- | ---------- | ------------------ |
| 1.  | 16. Dez. 2018 | Hochfilzen | Staffel (4×6 km) 1 |

### Biathlon-Weltcup-Platzierungen
Die Tabelle zeigt alle Platzierungen (je nach Austragungsjahr einschließlich Olympische Spiele und Weltmeisterschaften).
- 1.–3. Platz: Anzahl der Podiumsplatzierungen
- Top 10: Anzahl der Platzierungen unter den ersten zehn (einschließlich Podium)
- Punkteränge: Anzahl der Platzierungen innerhalb der Punkteränge (einschließlich Podium und Top 10)
- Starts: Anzahl gelaufener Rennen in der jeweiligen Disziplin
- Staffel: inklusive Mixed- und Single-Mixed-Staffeln

| Platzierung | Einzel | Sprint | Verfolgung | Massenstart | Staffel | Gesamt |
| ----------- | ------ | ------ | ---------- | ----------- | ------- | ------ |
| 1. Platz    |        |        |            |             | 1       | 1      |
| 2. Platz    |        |        |            |             |         |        |
| 3. Platz    | 2      |        |            |             | 2       | 4      |
| Top 10      | 3      | 1      |            | 2           | 15      | 21     |
| Punkteränge | 6      | 13     | 14         | 3           | 21      | 57     |
| Starts      | 14     | 33     | 21         | 3           | 21      | 92     |

### Olympische Winterspiele
|                                             | Einzelwettbewerbe | Einzelwettbewerbe | Einzelwettbewerbe | Einzelwettbewerbe | Staffelwettbewerbe | Staffelwettbewerbe |
| Sprint                                      | Verfolgung        | Einzel            | Massenstart       | Damenstaffel      | Mixedstaffel       |                    |
| ------------------------------------------- | ----------------- | ----------------- | ----------------- | ----------------- | ------------------ | ------------------ |
| Olympische Winterspiele 2014 \| Sotschi     | –                 | –                 | 43.               | –                 | –                  | –                  |
| Olympische Winterspiele 2018 \| Pyeongchang | –                 | –                 | 33.               | –                 | –                  | –                  |

### Weltmeisterschaften
| Weltmeisterschaften | Weltmeisterschaften | Einzel | Sprint | Verfolgung | Massenstart | Staffel | Mixedstaffel | Single-Mixedstaffel |
| Jahr                | Ort                 | Einzel | Sprint | Verfolgung | Massenstart | Staffel | Mixedstaffel | Single-Mixedstaffel |
| ------------------- | ------------------- | ------ | ------ | ---------- | ----------- | ------- | ------------ | ------------------- |
| 2012                | Ruhpolding          | –      | –      | –          | –           | 12.     | –            |                     |
| 2013                | Nové Město          | 78.    | 37.    | 39.        | –           | –       | –            |                     |
| 2016                | Oslo                | 10.    | –      | –          | –           | 7.      | –            |                     |
| 2017                | Hochfilzen          | 3.     | 43.    | 15.        | 9.          | 5.      | –            |                     |
| 2019                | Östersund           | 61.    | –      | –          | –           | 10.     | –            | -                   |